# Platygyra contorta
Espèce
Statut CITES
Platygyra contorta est une espèce de coraux appartenant à la famille des Merulinidae ou la famille Faviidae.